# Exposition spécialisée de 1968
 HemisFair ’68 est une Exposition dite « Spécialisée » reconnue par le Bureau International des Expositions (BIE) qui s’est déroulée du 6 avril au 6 octobre 1968 à San Antonio dans le sud de l'État du Texas, aux États-Unis, sur le thème « La confluence des civilisations aux Amériques ». L’Exposition a été organisée pour célébrer le 150ème anniversaire de San Antonio. Le site de l’Exposition, devenu aujourd’hui l’« Hemisfair Park » se distinguait par sa tour HemisFair. Dans le pavillon des États-Unis se trouvaient le plus grand cinéma de l’époque avec un écran de 43*12. 
L’Exposition a accueilli plus de 6,3 millions de visiteurs. Elle avait été choisie le 22 juin 1964 et reconnue le 17 novembre 1965 par l’Assemblée Générale du Bureau International des Expositions.